# カール・リッター・フォン・ゲーガ
カール・リッター (騎士)・フォン・ゲーガ（英語: Carl Ritter von Ghega、1802年1月10日 - 1860年3月14日）は、オーストリア帝国の鉄道技術者。グログニッツとミュルツツーシュラークを結ぶゼメリング鉄道を設計した。
1802年に当時はハプスブルク家の支配下にあったヴェネツィアでアルバニア人の家族に生まれた。18歳でパドヴァにて数学の博士号を取得した。彼はヴェネツィアで道路と治水に携わり、エンジニアとしての人生を歩み始めた。
1836年から1840年にかけてブルノからブジェツラフまでの鉄道建設の監修をした。この鉄道は皇帝フェルディナンド北鉄道と呼ばれている。1836年から翌年にかけて、イギリスを始めとするヨーロッパ諸国の鉄道を視察して回った。1842年には将来の国営鉄道計画の全権を任され、北米を視察。
国鉄に戻ると、グラーツ、トリエステからミュルツツーシュラークを結ぶ鉄道計画に着手する。ゼメリング峠の通過は不可能と思われていたが、早くも1844年には「追加軌条を必要としない蒸気機関車で峠越えを行う」という内容の構想案を提出する。建設が完全に決定される前に、ゲーガは勾配を克服できる蒸気機関車の製造を開始した。
1848年にウィーンとトリエステ間を結ぶゼメリング鉄道の建設を開始し、1854年完成した。現在では世界文化遺産に登録されている。
1851年、ゲーガはその功績を評価され騎士(リッター)に叙される。1853年にはオーストリア帝国の全国鉄道網敷設計画の主任に任じられた。
その後トランシルバニアでの鉄道建設を任されたが、1860年ウィーンで結核で死亡したため、その完成を見ることはなかった。